# カイル・ベイリー
カイル・ベイリー（Kyle Baillie、1991年4月7日 - ）は、メジャーリーグラグビー、ニューオーリンズ・ゴールドに所属するラグビー選手でチームの主将。

## プロフィール
- カナダ・アルバータ州セントアルバート出身[1]。
- ポジションはロック(LO) フランカー(FL)。
- 身長 197cm、体重 112kg
- カナダ代表キャップは29（2021年2月現在）でワールドカップ2019のカナダ代表に選ばれた[2]。

## 略歴
ザ・ロック、イースタン・サバーブズ、プレリーウルフパック、オハイオ・アビエーター、ロンドン・スコティッシュFC、サラセンズを経て、2019年、ニューオーリンズ・ゴールドに加入。 
2021年、ニューオーリンズ・ゴールドの主将に就任した。 